# Santa Severina
Santa Severina est une commune italienne de la province de Crotone, dans la région Calabre.

## Histoire
- La cathédrale de Santa Severina

## Culture
La commune de Santa Severina est entre autres connue pour son château datant de la domination normande sur le sud de l'Italie. Ainsi, il est parfois surnommé Château de Robert Guiscard (seigneur et aventurier normand ayant combattu les Byzantins dans le sud de l'Italie).
- Le Château de Santa Severina

## Personnalités liées à la commune
- Giovanni Battista Modio (...-1560), humaniste, médecin et littérateur.

## Administration
| Période                                  | Période | Identité | Étiquette | Qualité |
| ---------------------------------------- | ------- | -------- | --------- | ------- |
|                                          |         |          |           |         |
| Les données manquantes sont à compléter. |         |          |           |         |

### Hameaux
Altilia

### Communes limitrophes
Belvedere di Spinello, Caccuri, Castelsilano, Rocca di Neto, Roccabernarda, San Mauro Marchesato, Scandale